# Rick Cosnett
Richard James „Rick” Cosnett (ur. 6 kwietnia 1983 w Chegutu w Zimbabwe) – zimbabwejsko-australijski aktor. Najlepiej znany ze swoich ról w Pamiętnikach wampirów oraz w Flash.

## Życiorys
Richard urodził się i dorastał na farmie w mieście Chegutu w Zimbabwe. Gdy Cosnett miał 17 lat, jego rodzina w związku z kontrowersyjną reformą rolną zainicjowaną przez Roberta Mugabe zdecydowałą się opuścić Afrykę i wyemigrować do Australii. Tam studiował aktorstwo na Queensland University of Technology w Brisbane. Aktor ma dwie siostry, jest kuzynem Hugh Granta.
W roku 2014 dołączył do obsady serialu Flash emitowanego dla stacji The CW.

## Filmografia
| Rok  | Tytuł                    | Rola      | Uwagi                |
| ---- | ------------------------ | --------- | -------------------- |
| 2006 | The Bet                  | Mike Voss |                      |
| 2008 | The Terrorist            |           | Film krótkometrażowy |
| 2009 | The Neighbour            |           | Film krótkometrażowy |
| 2010 | The Elephant in the Room | Curtis    | Film krótkometrażowy |
| 2012 | The Timing of Love       | Simon     | Film krótkometrażowy |
| 2013 | Continuing Fred          | Brian     | Film telewizyjny     |
| 2015 | Skybound                 | Matt      |                      |

| Rok       | Tytuł                  | Rola             | Uwagi                           |
| --------- | ---------------------- | ---------------- | ------------------------------- |
| 2004-2005 | Forensic Investigators | Mal Henshall     | 8 odcinków                      |
| 2005      | Headland               | Brad Partridge   | 3 odcinki                       |
| 2007      | East West 101          | Greg Small       | Odcinek: „Death at the Station" |
| 2008      | The Trojan Horse       | Will Tullman     | Miniserial, 2 odcinki           |
| 2008-2009 | The New Inventors      | Wynalazca        | 5 odcinków                      |
| 2013-2014 | Pamiętniki wampirów    | Dr. Wes Maxfield | 12 odcinków                     |
| 2014-     | Flash                  | Eddie Thawne     | 26 odcinków                     |
| 2015-     | Quantico               | Elias Harper     |                                 |
| 2016      | Castle                 | Victor Crowne    | Odcinek: „Hell to Pay"          |